# Илка Александрова
Илка Александрова е българска народна певица от Тракийската фолклорна област. Тя е автор на мелодиите и текстовете на песните си. Продуцира музиката си, концерти, албуми, промоции. В началото на 2002 г.започва с музикална компания „Пайнер“. Известни песни от нейния репертоар са „Търновска царица“, „Прочу се Дана, Юрдана“, „Танцувай, Пагане“, „На Кенана да идем“, „Армаган ти нося“, „Завило се вито хоро“ и др. Широко място в творчеството и заемат историческите песни, за които черпи библиографски сведения от историческия литературовед акад. Михаил Арнаудов, по чийто сборници, в библиотека „Иван Вазов“,
в Пловдив, редактира и съставя текста за авторската си мелодия на песента „Търновска царица“. Други исторически песни са „Калиопа“, „Индже през гора вървеше“, „Танцувай, Пагане“. 
През 2017 г. тя провежда национално турне в 14 градове на страната, по повод на 40 години творческа кариера.

## Биография
Илка Александрова е родена на 5 октомври 1954 г. в село Малево, област Хасково, Народна република България. Нейни родители са Петка Лозева Александрова (1924 – 2007) и Александър Илиев Александров (1927 – 2002). Има по-голяма сестра. Прадядо ѝ е кмет на село Малево в периода 1891 – 1902 г.
Илка Александрова завършва музикалния отдел на Института на културно-просветните работници в Хасково и веднага след това намира работа в местен ансамбъл за народни песни и танци. Като солист тя обикаля Европа с него. По-късно тя придобива висше музикално-педагогическо образование в Пловдив, специалност музикален фолклор.
Илка Александрова започва с първите си записи по Радио София и Националната телевизия през 1976 г. Явява се на конкурс, на който, независимо от забележките на журито, че пеенето и не звучи автентично за нейния роден край – бива одобрена и тя прави първите си записи на 5 авторски песни, за които скрива от журито, че ги е написала сама: „Джанъм Тодоро, кажи Тодорке“, “В село се хоро извива“, “Стоян по двори ходеше“, „Мама на Богдан думаше“, “Рано ранила хубава Яна“. На следващата 1977 г., както и през 1982 г., певицата записва още песни в Радио София, а Националната Телевизия снима Александрова в множество филми и предавания за българска народна музика. Първа заснета песен за телевизията е „Джанъм Тодоро, „Кажи Тодорке“. През 1981 г. Балкантон издава първата малка самостоятелна грамофонна плоча на Илка Александрова с две песни – „Иван Калинка думаше“ и „Ша ида мамо“.
Повече от две десетилетия тя прекарва от живота си в град Нюрнберг, Германия.

## Дискография
- 2002 – „Търновска царица“ (Пайнер мюзик)
- 2004 – „Голяма се сватба вдигнала“ (Пайнер мюзик)
- 2011 – „Танцувай, Пагане“ (ИлкаМюзик)
- 2019 – „Щастието“[9]